# Biguanida

Metformina.

Buformina. Note el butano adicional al final de la izquierda.

Fenformina. Note el grupo fenilo, el anillo a la izquierda.

Las biguanidas son moléculas o grupos de medicamentos que funcionan como antidiabéticos orales para el tratamiento de la diabetes mellitus y algunos como antimaláricos. El desinfectante poliaminopropil biguanida tiene en su estructura un grupo funcional biguanida.

## Ejemplos
Algunas biguanidas de uso comercial incluyen:
- Metformina - Hoy en día es el medicamento de elección para tratar a todo paciente con diabetes mellitus desde el momento del diagnóstico. La recomendación de utilizarlo como medicamento de primera elección solo en los pacientes obesos, en la actualidad no tiene fundamento.
- Fenformina - antidiabético retirada del mercado de varios países por la diversidad de efectos tóxicos.[1]
- Buformina - antidiabético retirada del mercado de varios países por la diversidad de efectos tóxicos.[2]
- Proguanil - una droga antimalárica.

## Mecanismo de acción
A diferencia de otros antidiabéticos orales como las sulfonilurea y las meglitinidas, las biguanidas no afectan la liberación de insulina. Por lo tanto, no solo son efectivas para el tratamiento de la diabetes mellitus tipo 2 sino que pueden también ser efectivas en la diabetes mellitus tipo 1 en conjunto con la terapia insulínica.
El mecanismo exacto de la acción de las biguanidas no se entiende por completo. Se sabe que en las hiperinsulinemias, las biguanidas mejoran los niveles de insulina en ayunas del plasma sanguíneo. Las biguanidas tienden a hacer que las células del cuerpo absorban la glucosa circulante, reduciendo la glucemia. Sus usos terapéuticos derivan de su capacidad de reducir la gluconeogénesis y la glucogenólisis en el hígado y, como resultado, reducen los niveles de glucosa sanguíneos. En los eritrocitos, la metformina incrementa la captación de glucosa independientemente de la insulina.
Su acción reductora de la glicemia no depende de la presencia de células beta pancreáticas funcionantes. Aumenta la unión de la insulina en el músculo y el tejido adiposo de modo que la glucosa pueda absorberse y reduce la absorción de glucosa desde el intestino. Es también capaz de reducir las concentraciones plasmáticas del glucagón. 

### Efectos
- Disminuye la glucosa posprandial, es decir, justo después de una comida.
- Reduce la concentración de triglicéridos plasmáticos en un 15-20%.
- Reduce la concentración de la hemoglobina glucosilada (HbA1C)
- Disminuye la frecuencia de aparición de complicaciones microvasculares.
- Contribuye a disminuir el peso en pacientes con obesidad.

## Efectos secundarios
El efecto adverso más frecuente es diarrea y acidez en un 3% de los pacientes. Puede también causar vómitos, anorexia y malestar abdominal. El efecto secundario más severo es la acidosis láctica. La fenformina y la buformina son más propensos de producir una acidosis láctica que lo es la metformina. En combinación con otras drogas, la metformina puede producir hipoglicemia y otros efectos adversos.
El tratamiento prolongado con la metformina puede producir disminución de la absorción intestinal de vitamina B12 y ácido fólico. En ausencia de hipoxia, insuficiencia renal y hepática, la acidosis láctica con la metformina es menos común, aproximadamente 0,1 casos por cada 1000 pacientes.

### Contraindicaciones
No se deben administrar biguanidas en pacientes con insuficiencia renal o insuficiencia hepática, pacientes alcohólicos o con enfermedades cardiopulmonares crónicas.